# Батайль, Анри
Анри Батайль (фр. Henry Bataille; 4 апреля 1872, Ним — 2 марта 1922, Рюэй-Мальмезон) — французский драматург, поэт и художник.

## Биография
В раннем возрасте остался сиротой. В 14-летнем возрасте начал писать стихи. Дебютировал, как поэт в стиле Роденбаха. Издал несколько сборников стихотворений («Белая комната», 1895, «Божественная трагедия», 1917, «Квадратура любви», 1920).
Обучался живописи в Парижской высшей школе изящных искусств. Обучался в Академии Жюлиана.
Позже, увлёкся драматургией и после успеха, созданных им пьес, с середины 1890-х годов полностью посвятил себя литературному творчеству, почти всецело отдав себя театру. Его жанр — драма из быта светских кругов Парижа (часто связанных с крупной буржуазией); обычно на заднем плане так называемый, «полусвет» или артистическая богема; порою этот полусвет является и центром действия («La Possession» — «Обладание», 1920, русский перевод, М., 1922).

Портрет А. Батайля работы худ. Феликса Валлоттона (около 1898 г.)

Популярность А. Батайля, как драматурга, основывается на умелом использовании сценических эффектов и разработке близких современности тем, сдобренных идеализмом, на умении щекотать нервы зрителя нарочито придуманными странными ситуациями. Наконец, Батайль — большой мастер театрального диалога, умело развертывающий интригу. Специализировался на изображении любовных чувств женщины в окружении буржуазной семьи, которая вступает в противоречие с удушающими социальными традициями того времени. Опыты Батайля в области «драматической поэмы» («Soirée d’Amour» — «Вечер любви», 1910) только подчеркивают его театральность: герои даже безыменны («Lui», «Elle», «L’autre», etc. — «Он», «Она», «Другой» и т. д.). В «La Possession» Батайль доходит до «обнажения приёма»; герой говорит: «пусть на сей раз мораль восторжествует».
Создал ряд образов героинь, вскоре ставших излюбленными у крупных драматических актрис (между прочим, М. Ермоловой и М. Савиной в России). Цель А. Батайля, как драматурга, взволновать зрителя внешней сложностью ситуации и затем разрешить напряжение прописной моралью. Наиболее удачной из драм А. Батайля можно считать нашумевшую в своё время «Maman Colibri» («Мама птичка», 1904, одновр. русск. перев. экранизирован, 1938). Женщина 39 лет, будучи любовницей юноши — товарища своего сына, уходит с ним от мужа, чтобы вскоре вернуться с разбитым сердцем в дом сына уже как «бабушка».
Батайль был также теоретиком подсознательной мотивации. Хотя он не использовал свои теории в большинстве созданных произведений, но оказал влияние на более поздних драматургов, таких как Жан-Жак Бернар.
Пьесы драматурга неоднократно ставились в русских театрах (особенно «Обнажённая»). На русский язык переведены пьесы: «Дитя любви», «Не выгорело», «Обнажённая», «Дева неразумная», «Свадебный марш» и «Мадам Колибри».
Ряд пьес Анри Батайля был экранизирован («Частная жизнь Дон Жуана» (1934)).

## Избранные произведения
- La Belle au bois dormant, 1894
- La Chambre blanche (стихи), 1895
- La Lépreuse, 1896
- L’Enchantement, 1900
- Le Masque, 1902
- Maman Colibri, 1904
- La Marche nupitale, 1905
- Poliche, 1906
- La Femme nue, 1908
- Le Scandale, 1909
- La Vierge folle , 1910
- L’Enfant de l’amour, 1911
- Le Phalène, 1913
- L’Amazone, 1916
- La divine tragédie (стихи), 1917
- L’Animateur, 1920
- L’Homme à la rose, 1920
- La Tendresse, 1921
- La Possession, 1921
- La Chair humaine, 1922